# Connell Rawlinson
Connell Rawlinson (né le 22 septembre 1991 à Wrexham) est un footballeur gallois évoluant au poste de défenseur dans le club gallois des New Saints.

## Biographie
Après une saison dans le club anglais de Chester City, il signe aux The New Saints en juillet 2010 et, le 3 août suivant, figure sur la feuille de match d'une rencontre de Ligue des champions opposant The New Saints au RSC Anderlecht.

## Palmarès

### En club
The New Saints
- Championnat du pays de Galles
  - Vainqueur : 2012, 2014, 2015, 2016, 2017, 2018.
- Coupe de la Ligue
  - Vainqueur : 2011.

## Statistiques
| Saison                | Club                  | Championnat              | Championnat | Championnat | Coupe(s) nationale(s) | Coupe(s) nationale(s) | Total | Total |
| Saison                | Club                  | Division                 | M.          | B.          | M.                    | B.                    | M.    | B.    |
| 2009 - 2010           | Chester City          | Football Conference (D5) | -           | -           | -                     | -                     | 0     | 0     |
| Sous-total            | Sous-total            | Sous-total               | 0           | 0           | 0                     | 0                     | 0     | 0     |
| 2010 - 2011           | The New Saints        | Welsh Premier League     | 16          | 0           | 6                     | 0                     | 22    | 0     |
| 2011 - 2012           | The New Saints        | Welsh Premier League     | 17          | 0           | 5                     | 1                     | 22    | 1     |
| Sous-total            | Sous-total            | Sous-total               | 33          | 0           | 11                    | 1                     | 44    | 1     |
| Total sur la carrière | Total sur la carrière | Total sur la carrière    | 33          | 0           | 11                    | 1                     | 44    | 1     |